# Batalla de las Fronteras
En la historia de la Primera Guerra Mundial se designan con el nombre de batalla de las Fronteras a la serie de cinco ofensivas lanzadas por el ejército francés bajo el mando del general Joseph Joffre, y a las del Ejército alemán a las órdenes del general Helmuth von Moltke que tuvieron por teatro las regiones fronterizas de Francia y Bélgica durante el mes de agosto de 1914, siendo el primero de los enfrentamientos de la mencionada guerra.

## Marco estratégico
Estas batallas fueron el resultado de la colisión entre dos estrategias militares, la del  Imperio alemán, expresada en el Plan Schlieffen y la francesa del Plan XVII. 
El objetivo último del plan militar francés era reconquistar las provincias de Alsacia y Lorena que Francia había perdido en la guerra franco-prusiana de 1870-1871, haciendo retroceder a las fuerzas alemanas hacia el este del río Rin.
Por su parte, con el Plan Schlieffen, los alemanes -que preveían un ataque francés hacia el Rin- pensaban ofrecer poca resistencia en esa región y atraer así a las fuerzas francesas, mientras que la mayor parte de las fuerzas alemanas estaría concentrada en su ala derecha (en la frontera franco-belga) con el fin de atacar allí y en una maniobra envolvente hacia el suroeste - sur- sureste- este, rodear París y ganar la guerra.

## Las batallas

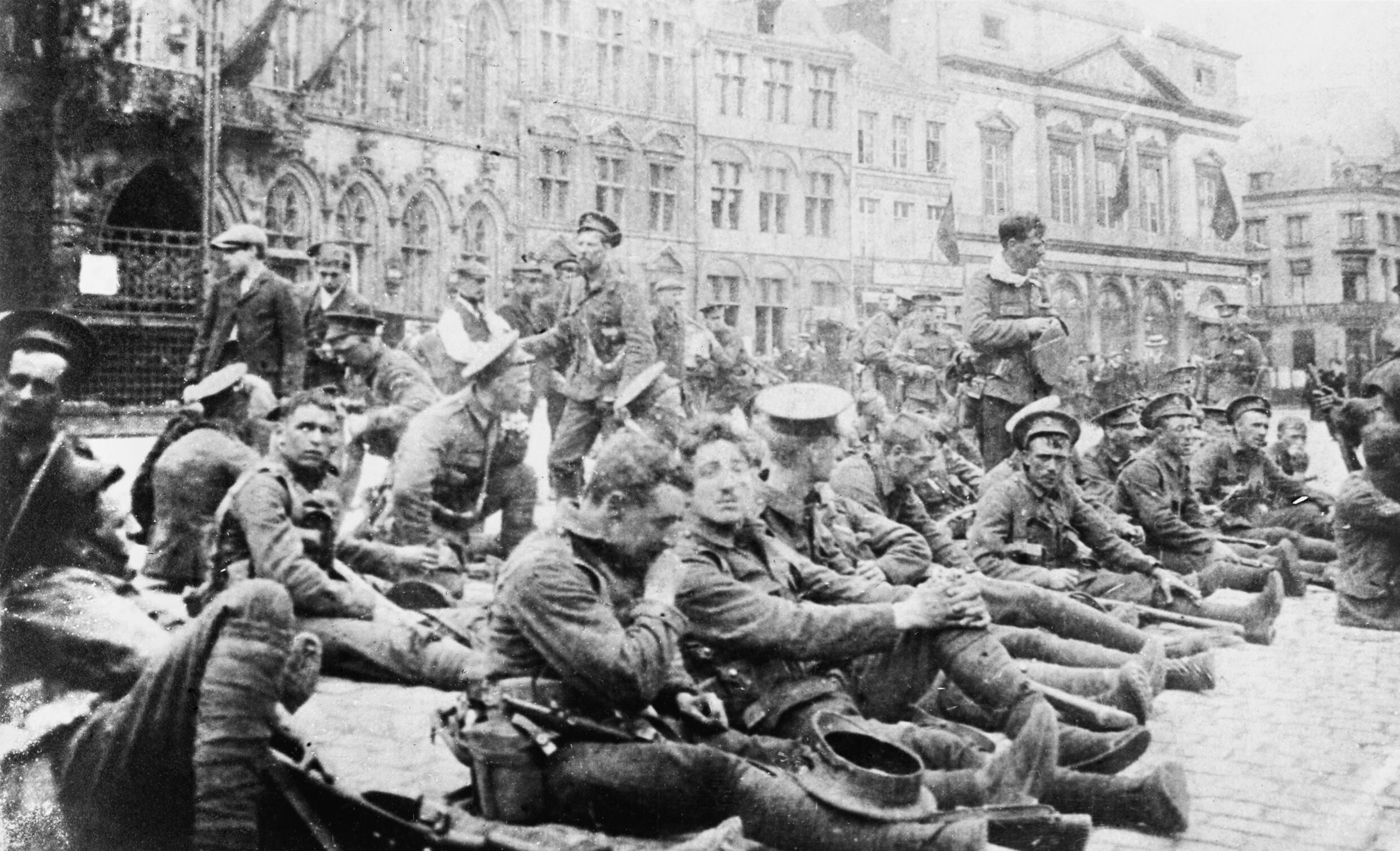
Tropas británicas en Mons, 22 de agosto de 1914.

La primera ofensiva francesa en la batalla de las Fronteras y de la Gran Guerra se conoce como la batalla de Mulhouse la cual se libró el 7 y 8 de agosto de 1914. Esta ofensiva tuvo lugar en el sur donde el VII Cuerpo de Ejército francés penetró en el sur de Alsacia con el objetivo de tomar las ciudades de Mulhouse y Colmar. Los franceses finalmente ocuparon Mulhouse el día 8, lo que provocó gran júbilo en París, pero los alemanes contraatacaron el 9 de agosto haciendo retroceder a las fuerzas francesas a su posición anterior con gran número de bajas.
Otra ofensiva francesa de la batalla de las Fronteras también tuvo lugar más al norte y se conoce como batalla de Lorena, que se libró el 14 de agosto de 1914. El I Ejército francés al mando del general August Dubail avanzó sobre Sarrebourg mientras que el II Ejército, al frente del cual estaba el general Edouard de Castelnau, se dirigió hacia Morhange. A este avance francés se oponían el VI y VII Ejércitos alemanes a las órdenes del Príncipe Ruperto de Baviera, quien estaba a cargo de las tropas alemanas que iban a resistir el embate francés en el centro hasta que el ala derecha de las fuerzas alemanas en el norte pudieran envolver, después de haber atravesado Bélgica, a todas las fuerzas francesas. Los alemanes al mando de Ruperto de Baviera, equipados con ametralladoras, no solamente rechazaron el avance francés, causando gran número de bajas, sino que también lanzaron una contraofensiva que hizo retroceder a los franceses.
Las otras ofensivas de la batalla de las Fronteras fueron la batalla de las Ardenas, que tuvo lugar el 21 de agosto, la batalla de Charleroi, también el 21 de agosto, y la batalla de Mons, librada encarnizadamente el 23 de agosto. Estas ofensivas contra el centro del Ejército Alemán para invadir la Alsacia y la Lorena fracasaron rotundamente. Los franceses debieron retroceder con muchas bajas. Esto significó el fracaso del Plan XVII francés, ya que ante el rápido avance del ala derecha del Ejército Alemán en el norte, atravesando Bélgica, y que ya había penetrado en territorio francés, el alto mando francés se vio obligado a retirar gran cantidad de tropas en el centro para reforzar el norte.

## Consecuencias
Cabe señalar no obstante que esta serie de batallas, si se quiere menores, obstaculizó el avance alemán lo suficiente como para permitir la posterior batalla del Marne. En ésta se produjo la derrota estratégica de Alemania ya que allí debió abandonar el plan Schlieffen previsto y afrontar una guerra de posiciones y lento desgaste que finalizó en al armisticio de 1918.